# Culicoides bougainvillae
Culicoides bougainvillae är en tvåvingeart som beskrevs av Tokunaga 1962. Culicoides bougainvillae ingår i släktet Culicoides och familjen svidknott. Inga underarter finns listade i Catalogue of Life.